# Allochernes siciliensis
Espèce
Synonymes
- Chernes siciliensis Beier, 1963

Allochernes siciliensis est une espèce de pseudoscorpions de la famille des Chernetidae.

## Distribution
Cette espèce se rencontre en Italie et à Malte.

## Étymologie
Son nom d'espèce, composé de sicili[a] et du suffixe latin -ensis, « qui vit dans, qui habite », lui a été donné en référence au lieu de sa découverte, la Sicile.

## Publication originale
- Beier, 1963 : Sizilianische Pseudoscorpione. Bolletino Accademia Gioenia di Scienze Naturali in Catania, sér. 4, vol. 7, p. 253-263.